# Ferdinand Lentjes
Ferdinand Lentjes (* 3. Januar 1882 in Duisburg; † 7. Oktober 1955 in Düsseldorf) war ein deutscher Maschinenbauingenieur und Unternehmer.

## Werdegang
Lentjes gründete 1927 die Rheinische Rohrleitungsbau GmbH und im Jahr darauf die Ferdinand Lentjes Kesselschmiede und Maschinenbau mit Sitz in Düsseldorf. Er war Mitglied im Verein Deutscher Ingenieure (VDI).
Nach seinem Tod ging der gesamte Nachlass, insbesondere die beiden Unternehmen, auf die Ferdinand-Lentjes-Stiftung über, die unterstützungsbedürftige Kranke und Blinde sowie den Tierschutz fördert. Die Stiftung bestand bis 2007.

## Ehrungen
- Im Jahr 1952 erhielt Lentjes das Verdienstkreuz (Steckkreuz) der Bundesrepublik Deutschland.
- Im Duisburger Zoo lebte ab 1975 ein Belugawal namens „Ferdinand“. Die Expedition, auf der der Wal gefangen worden war, war von der Ferdinand-Lentjes-Stiftung finanziert worden. 2004 wurde der Wal an den SeaWorld-Park in San Diego abgegeben.[3]
- In Düsseldorf-Hassels ist ein von seiner Stiftung finanziertes Wohnheim für Behinderte nach Ferdinand Lentjes benannt.[4]
- In Wellen ist eine Straße nach Ferdinand Lentjes benannt.